# Suffersheim
Suffersheim ist ein Gemeindeteil der Großen Kreisstadt Weißenburg in Bayern im Landkreis Weißenburg-Gunzenhausen (Mittelfranken, Bayern). Die Gemarkung Suffersheim hat eine Fläche von 5,095 km². Sie ist in 555 Flurstücke aufgeteilt, die eine durchschnittliche Flurstücksfläche von 9179,48 m² haben. In ihr liegen neben dem namensgebenden Ort die Gemeindeteile Hammermühle, Heuberg, Laubenthal und Potschmühle und der Wohnplatz Waldhof.

## Lage
Das Kirchdorf liegt im Naturpark Altmühltal an der Schambach, die zwei Kilometer östlich beim Laubenthal entspringt und sechs Kilometer westlich des Ortes in der Treuchtlinger Bucht in die Altmühl mündet. Die Suffersheimer Steinriegelquelle, die der Schambach Wasser zuführt, ist eine stark schüttende, auch in trockeneren Perioden nicht versiegende Karstüberlaufquelle, so dass Mensch und Tier in Suffersheim von Anfang an ganzjährig gut mit Wasser versorgt waren. Im Ortsbereich existieren weitere Quellen und Bachläufe; aufgrund des Wasserreichtums wurde um die Wende vom 19. zum 20. Jahrhundert eine Wasserleitung von Suffersheim nach Treuchtlingen verlegt. Da der Talgrund von Suffersheim nur 200 Meter breit ist, schufen die Einwohner schon im Mittelalter weitere Ackerflächen in den hier einmündenden Trockentälern, im Pfaffental, im Rudertstal, im Heuberger Tal und auf den Randhöhen des Schambachtales. Auch verfügten sie über die Flur des um 1200 nördlich von Suffersheim von den Grafen von Pappenheim gegründeten und im 13. Jahrhundert wüst gefallenen Straßen-Angerdorfes Noradenberg (um 1270 auf dem Heuberg als Dorf Heuberg wiedererrichtet).

## Geschichte
Im Gebiet von Suffersheim wurde Keramik der späten römischen Kaiser- und der Völkerwanderungszeit gefunden. Der Ort, wohl im 6./7. Jahrhundert als Herrenhof durch die Ansiedlung eines Alamannen namens Suffer entstanden, wurde erstmals 867 in einer Urkunde als Suberesheim (Heim des Suffer) im Labinthal (Laubenthal) genannt, mit der der ostfränkische König Ludwig der Deutsche dem niederbayerischen Kloster Metten ein östlich und südlich von Suffersheim gelegenes Waldgebiet schenkte. Wohl wegen dieser Beziehungen hat die Kirche von Suffersheim dasselbe Patrozinium wie St. Michael Metten. Fünf Jahrhunderte später, 1304, hatte das Kloster noch diesen Fernbesitz, stieß ihn aber später ab. Im 12. Jahrhundert waren Ortsadelige als Reichsministeriale mit dem Ort belehnt; 1189 sind „Wihboto“ und „Heinricus de Suversheim“ in einer Urkunde zu finden, 1197 „Heinricus“ und „Wibodo de Sufferseim“, 1210 und 1212 nur noch „Heinricus“. Da der Suffersheimer Meierhof, der frühere Herrenhof, 1214 als Besitz der Marschälle von Pappenheim aufgeführt ist, war das Ortsadelsgeschlecht zu diesem Zeitpunkt wohl bereits ausgestorben. Die Lage der Burg dieser Adeligen ist an Resten einer Wallanlage 60 Meter über dem Tal und der sich anschließenden Schlossleite erkennbar. 1214 gab es in Suffersheim – abgesehen vom Widdemhof – nur einen großen, den Marschällen von Pappenheim abgabepflichtigen Hof, in den die Dorfmühle integriert war.
1341 verkauften die Pappenheimer ihren Suffersheimer Waldbesitz an Ritter Ulrich Schenk von Geyern, Otto dem Zenger von Gerolfing und Hans von Hausen. In diesem Zusammenhang ist noch der Bergfried und auch eine der drei Mühlen von Suffersheim, die Dorfmühle, erwähnt. Die gleichen Personen erhielten das Dorf, das sich durch Absplitterungen selbständiger Höfe vom Meierhof allmählich herausgebildet hatte, als Lehen. Es gab aber noch weitere Besitzherren: 1344 übertrug der von den Herren von Heideck belehnte Konrad von Riegshofen (Riedhofen) die Einkünfte zu Suferheim dem Benediktinerinnenkloster St. Walburg in Eichstätt; auch die Lehnsherren übertrugen dem Kloster Einkünfte aus einem Hof von Sufersham. 1456 verkaufte Hans von Hausen den Großteil der Dörfer Suffersheim und Schambach, insgesamt 49 Anwesen der Stadt Weißenburg, das von Conrat, Herr von Heideck, mit Suffersheim belehnt wurde. Diese Besitzverhältnisse änderten sich jahrhundertelang nicht mehr: 1800 hatte Suffersheim als Grundherren die Grafen von Pappenheim, das Kloster St. Walburg zu Eichstätt und die Reichsstadt Weißenburg.
Nach der Säkularisation 1803 war Suffersheim als selbständige Gemeinde dem Bezirksamt, ab 1939 Landkreis Weißenburg zugeordnet. Die Gemeinde wurde anlässlich der Gemeindegebietsreform, die am 1. Mai 1978 in Kraft trat, ein Gemeindeteil von Weißenburg in Bayern. 1900 hatte der Ort 339, 2007 um die 310 Einwohner. Ein bedeutender Suffersheimer Bürger war der aus Böhmen stammende Schriftsteller und Mitherausgeber der Monatsschrift Der Ackermann aus Böhmen Karl Franz Leppa (* 1893; † 1986).

## Sehenswürdigkeiten

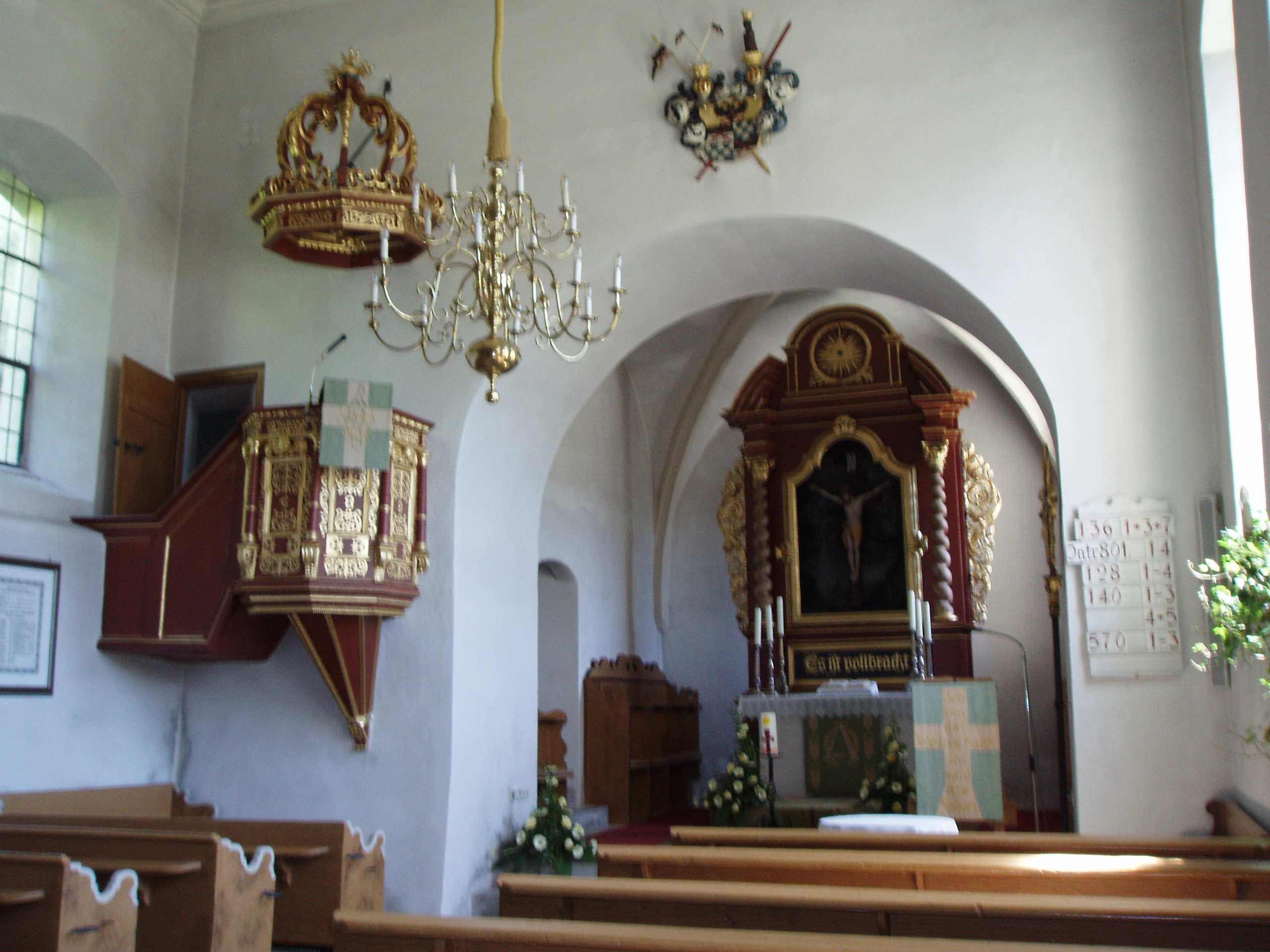
Kirche St. Michael

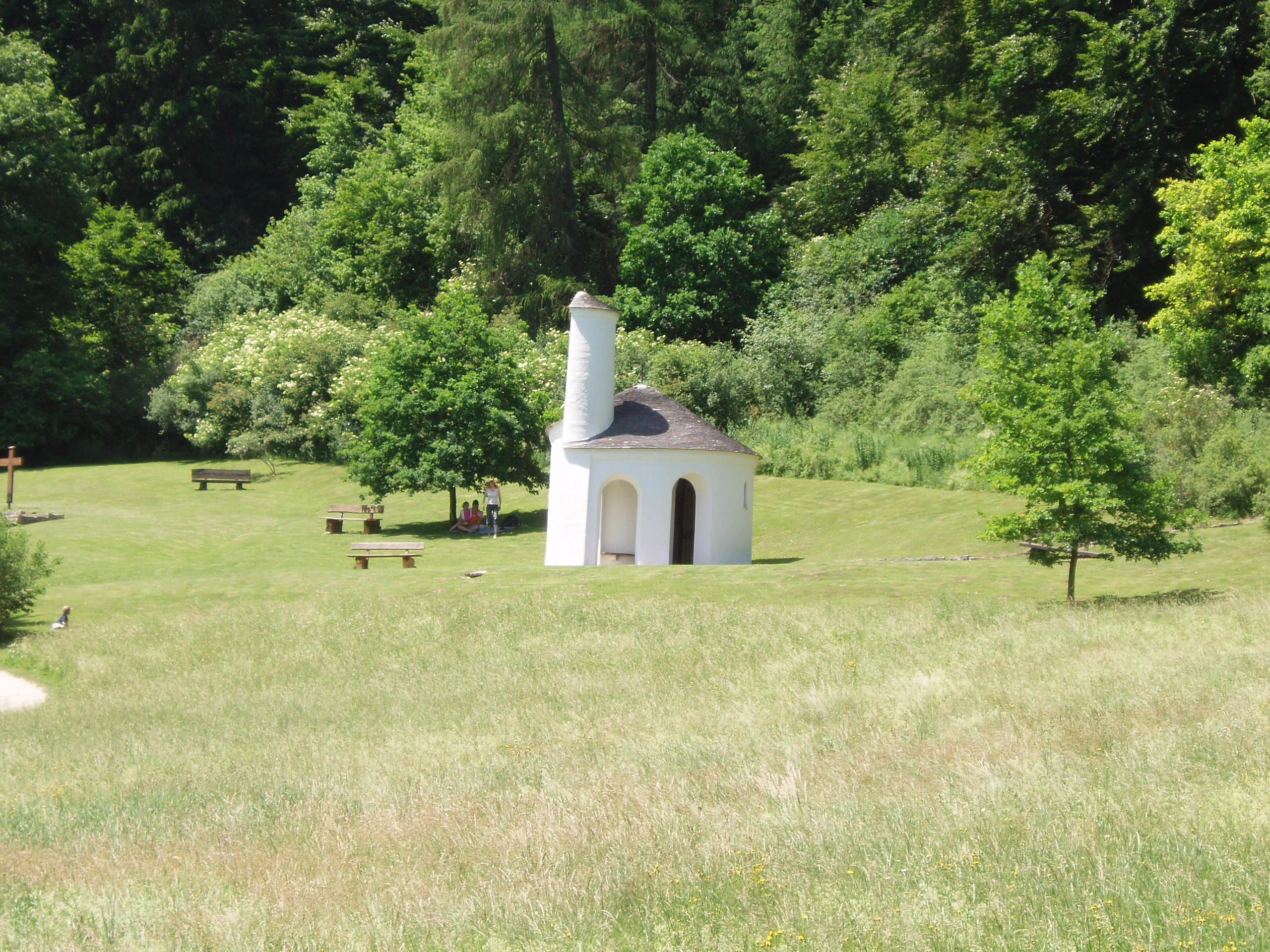
Die Gunthildis-Kapelle „Schneckenhaus Gottes"“

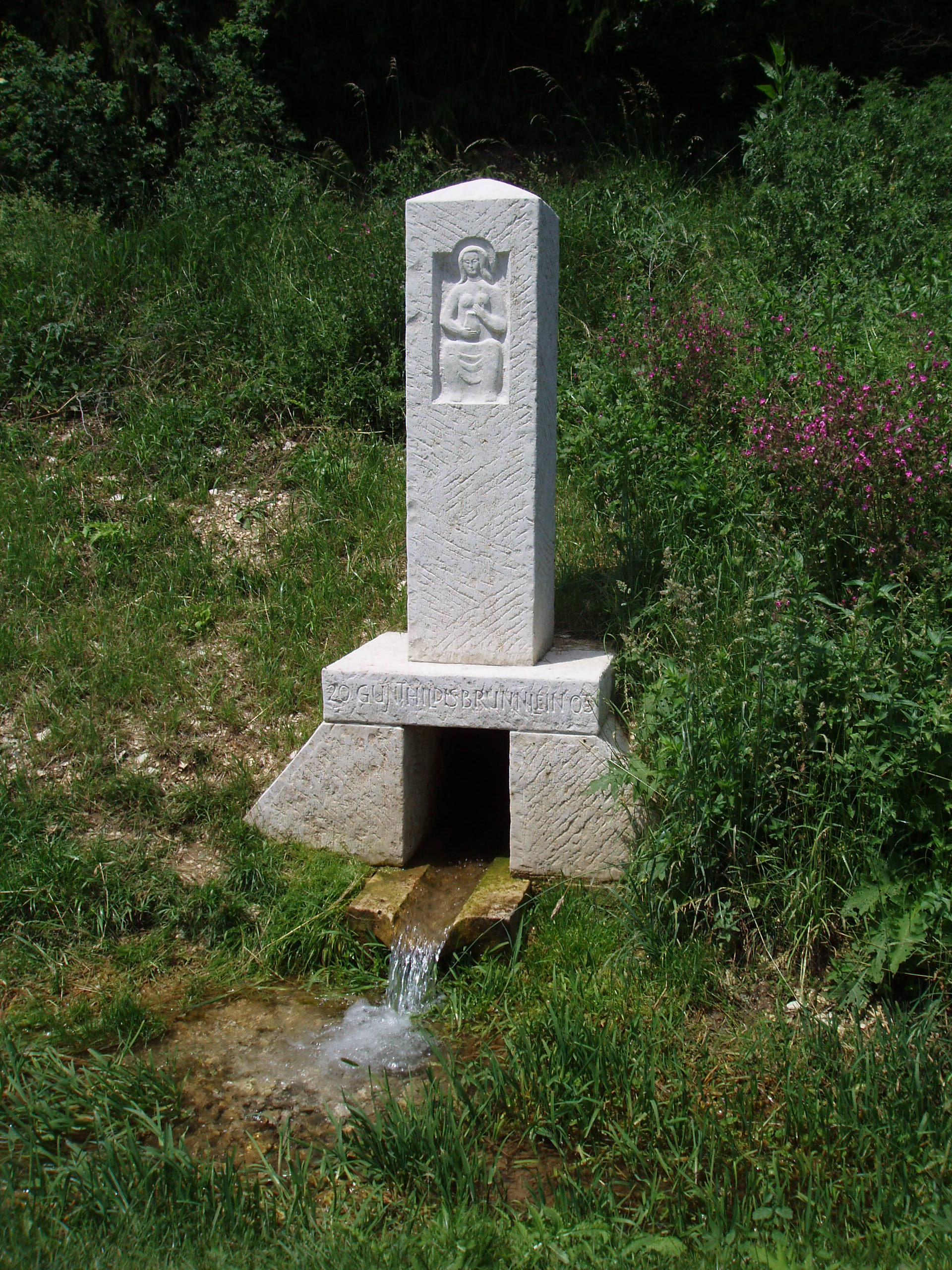
Gunthildis-Quelle bei Suffersheim

- Die Evangelisch-lutherische Filialkirche St. Michael, zur Kirchengemeinde Neudorf-Suffersheim gehörend, wurde am Hang des Mühlbergs 1722/23 auf mittelalterlicher Grundlage erbaut; die Vorgängerkirche St. Gunthildis aus dem 9. Jahrhundert war im Dreißigjährigen Krieg schwer beschädigt worden. Das Kirchenportal mit Bogenfeld, darin ein römisches Kreuz, stammt aus dem 11. Jahrhundert. Die Friedhofsummauerung stammt wohl aus dem 17. Jahrhundert. Der 36 Meter hohe Turm ist viergiebelig und hat drei Glocken aus dem 19. und 20. Jahrhundert; die Turmspitze weist die für das Pappenheimer Gebiet typischen buntglasierten, in einem Muster verwendeten Ziegel auf. Über dem Chorbogen ist das Wappen der Reichsmarschälle von Pappenheim angebracht und erinnert an deren Patronatsherrschaft vom 12. bis 19. Jahrhundert. Der barocke Altar stammt von ca. 1721 (neues Altarbild von 1957). Die barocke Kanzel wurde 1688 geschaffen. Auch das Orgelgehäuse ist barock (um 1720). Der 16-armige Messing-Kronleuchter ist von 1990.

- 1,5 Kilometer westlich von Suffersheim lag eine Einsiedelei mit Kapelle, die im 11. Jahrhundert von Gunthildis, einer wohltätigen Magd, († 1057?) bewohnt war. Sie wurde bald als Selige und als Patronin der Dienstboten verehrt, und galt als Nothelferin bei krankem Vieh. Von der mittelalterlichen Wallfahrtskirche sind nur noch Fundamentzüge vorhanden. Daneben wurde 1993–95 von freiwilligen Helfern des Fördervereins St.-Gunthildis-Kapelle e. V. nach den Plänen von Professor Johannes Geisenhof das „Schneckenhaus Gottes“ errichtet, eine ökumenische Kapelle in der Grundrissform eines Ammoniten. Durch einen „Schneckengang“ gelangt man in das Innere und zum Mittelpunkt, einem steinernen Ambo aus zwölf Säulen, die Stämme Israels symbolisierend. Der heiligen Gunthildis ist die Scheunenkirche im Weißenburger Gemeindeteil Dettenheim (katholische Pfarrei Weißenburg) geweiht, wo 2003 75 Katholiken wohnten.

- Etwa 200 Meter westlich des Schneckenhauses Gottes ist 2005 eine Quelle, das Goldene Brünnlein, als Gunthildis-Brünnlein gefasst worden. Der steinerne Bildstock darüber zeigt eine Reliefdarstellung der Heiligen, ein Werk des Bildhauers Reinhard Fuchs.

- In Suffersheim trifft man noch eine ganze Reihe von Häusern im typischen Jurahaus-Stil an, teilweise noch mit Kalkplattendach aus dem 18. und frühen 19. Jahrhundert; sie sind zum Teil in die Bayerische Denkmalliste eingetragen.